# Saint-Joseph (Marseille)
Pour les articles homonymes, voir Saint-Joseph.
Saint-Joseph est un quartier de Marseille, situé dans le 14e arrondissement et faisant partie des quartiers nord.
C'est dans ce quartier que se trouve la mairie du septième secteur, réunissant le 13e et le 14e arrondissement de la ville. Il accueille également une gare TER desservant la ligne Marseille - Aix-en-Provence - Pertuis.
Le quartier comprend des maisons individuelles ainsi que des habitats collectifs, notamment la cité Saint-Joseph incluse dans un quartier prioritaire avec Micocouliers et le Castellas. 